# EGS Gafsa
El Gawafel Sportives de Gafsa (en árabe: القوافل الرياضية بقفصة‎, también conocido como EGSG) es un club de fútbol de Túnez de la ciudad de Gafsa. Fue fundado en 1967 y se desempeña en la CLP-2.

## Entrenadores
- Noureddine Ben Ammar (1968–69)
- Omrane Fitouri (1969–71)
- Abdelwahab Lahmar (1971–72)
- Abdelhafidh Arfa (1972–74)
- Omrane Fitouri (1974)
- Abdelhafidh Arfa (1974–77)
- Abdelwahab Lahmar (1977–78)
- Amor Bellil (1978–79)
- Mustapha Jouili (1979–80)
- Sassi Belhoula (1980–81)
- Abdelhafidh Arfa (1981–82)
- Abid Mchala (1982–83)
- Abdelwahab Lahmar (1983–84)
- Mohamed El Abed (1984–85)
- Abdelhafidh Arfa (1985–86)
- Noureddine Ben Ammar (1986)
- Mohamed El Abed (1986–87)
- Sassi Belhoula (1987)
- Laaribi (1987–88)
- Abdeljelil Ben Miled (1988)
- Ezzeddine Khmila (1988)
- Mohamed Salah Jedidi (1988–89)
- Mohamed El Abed (1989–90)
- Rojkov (1990–91)
- Fakher Trigui (1991)
- Hassen Feddou (1991–92)
- Ezzeddine Khmila (1992–93)
- Abderrahmane Rahmouni (1993)
- Abdelhafidh Arfa (1993–94)
- Ezzeddine Khmila (1994–95)
- Wahid Hidoussi (1995–96)
- Belhassen Meriah (1996)
- Abdelaziz Seddik (1996–97)
- Georgi Guyrov (1997–98)
- Hédi Kouni (1998)
- Ammar Souayah (1998–99)
- Ezzeddine Khmila (1999)
- Youssef Seriati (1999)
- Moncef Arfaoui (1999)
- Abdelhafidh Arfa (1999)
- Mohamed El Abed (1999–00)
- Georgi Guyrov (2000)
- Abderrahmane Rahmouni (2000)
- Ezzeddine Khmila (2000–01)
- Farhat Zarrouk (2001)
- Momarton (2001–02)
- Moncef Arfaoui (2002)
- Mahmoud Ouertani (2002)
- Sassi Belhoula (2002–03)
- Mohamed Henkouche (2003)
- Ezzeddine Khmila (2003)
- Abdelwahab Lahmar (2003–04)
- Jalel Kadri (2004–05)
- Amor Meziane (2005)
- Farid Ben Belgacem (2005–08)
- Khaled Ben Yahia (2008)
- Ezzeddine Khmila (2008)
- Samir Jouili (2008)
- Abdelaziz Khrouf (2008)
- Moncef Arfaoui (2008)
- Mohamed Kouki (2009)
- Ghazi Ghrairi (June 27, 2009–Oct 26, 2009)
- Sami Radhouani (2009–10)
- Farid Ben Belgacem (June 5, 2010–Jan 4, 2011)
- Khaled Ben Sassi (Jan 6, 2011–June 30, 2011)
- K. Zouaghi (interim) (Sept 18, 2011–Dec 12, 2011)
- Khaled Ben Yahia (Dec 12, 2011–Oct 3, 2012)
- Patrick Liewig (Oct 20, 2012–Nov 28, 2012)
- F. Zarrouk (interim) (Nov 29, 2012–Dec 9, 2012)
- Ezzedine Khemila (Dec 10, 2012–April 1, 2013)
- Habib Mejri (April 2, 2013–June 30, 2013)
- Khaled Ben Yahia (July 9, 2013–Feb 9, 2014)
- Lotfi Kadri (Feb 11, 2014–Feb 17, 2014)
- Habib Mejri (Feb 19, 2014–June 30, 2014)
- Khaled Ben Yahia (July 13, 2014–Aug 16, 2014)

|}

## Participación en competiciones de la CAF
| Temporada | Torneo                       | Ronda      | Club                 | Casa | Visita | Global  |
| --------- | ---------------------------- | ---------- | -------------------- | ---- | ------ | ------- |
| 2007      | Copa Confederación de la CAF | Preliminar | AS Togo-Port         | 2-0  | 1-1    | 3-1     |
| 2007      | Copa Confederación de la CAF | 1          | Ports Authority FC   | 4-1  | 2-3    | 6-4     |
| 2007      | Copa Confederación de la CAF | 2          | ATRACO FC            | 1-1  | 2-2    | 3-3 (a) |
| 2007      | Copa Confederación de la CAF | 3          | Mamelodi Sundowns FC | 1-1  | 1-2    | 2-3     |